# Воронин, Александр Иванович (строитель)
Алекса́ндр Ива́нович Воро́нин (12 ноября 1945, Николаев — 6 ноября 2021) — советский и российский строитель, экономист, предприниматель и общественный деятель.

## Биография
Родился в семье потомственных строителей. Его дед и отец работали в Мосстрое. Иван Денисович Воронин (отец А. И. Воронина) закончил карьеру начальником Главного управления капитального строительства Минсельстроя РСФСР. Александр Иванович продолжил строительную династию.
В 1964 году окончил строительный техникум Мосгорисполкома. После армии работал в структурах Главмосстроя. В 1973 году продолжил обучение без отрыва от производства. Окончил с отличием Московский инженерно-строительный институт им. Куйбышева.
В 70-80-х годах работал на руководящих должностях в структурах единого заказчика г. Москвы (ГлавУКС Мосгорисполкома).
В 1986—1991 годах занимал должность заместителя председателя Московского городского совета народных депутатов.
В 1991—1992 годах Александр Иванович Воронин, будучи первым заместителем председателя Исполкома Моссовета (впоследствии преобразовано в Правительство Москвы), возглавил разработку концепции административной реформы столицы. Созданная на её основе система административного управления городом практически без изменений эффективно работает и сегодня.
С 1992 по 1996 работал в должности первого заместителя руководителя Мосстройкомитета при Мосгорисполкоме.
В 1996—2002 годах работал в должности начальника управления экономической, научно-технической и промышленной политики Правительства Москвы.
В 2002 году А. И. Воронин возглавил совет директоров строительно-промышленной корпорации «Развитие».
В 2005 году А. И. Воронин и В. А. Воронин создают финансово-строительную корпорацию «Лидер», где с 2007 по 2021 год Александр Иванович входил в состав наблюдательного совета.
Ушел из жизни 6 ноября 2021 года, захоронен на Троекуровском кладбище в Москве.

## Награды
Александр Иванович Воронин был неоднократно отмечен ведомственными и государственными наградами, среди которых «Заслуженный строитель Российской Федерации» и знак отличия «За безупречную службу городу Москве в течение 50 лет».